# Leucopogon racemulosus
Leucopogon racemulosus är en ljungväxtart som beskrevs av Dc. Leucopogon racemulosus ingår i släktet Leucopogon och familjen ljungväxter. Inga underarter finns listade i Catalogue of Life.